# Nattapon Yongsakool
Nattapon Yongsakool (thailändisch ณัฐพล ยงสกุล; * 14. Februar 2001) ist ein thailändischer Fußballspieler.

## Karriere
Nattapon Yongsakool steht seit Sommer 2022 beim Rasisalai United FC unter Vertrag. Der Verein aus der Provinz Sisaket spielte in der dritten Liga. Hier trat der Klub in der North/Eastern Region an. Am Ende der Saison 2024/25 feierte er mit dem Verein die Meisterschaft der Region sowie den anschließenden Aufstieg in die zweite Liga. Sein Zweitligadebüt gab Yongsakool am 17. August 2025 (1. Spieltag) im Heimspiel gegen den Nongbua Pitchaya FC. Bei dem 3:2-Heimerfolg stand er in der Startelf und spielte die kompletten 90. Minuten.

## Erfolge
Rasisalai United FC
- Thai League 3 – North East: 2024/25

## Sonstiges
Nattapon Yongsakool ist der Zwillingsbruder von Natchanon Yongsakool.